# Championnat d'Irlande du Nord de football 2025-2026
Navigation
Édition précédente Édition suivante
Le Championnat d'Irlande du Nord de football 2025-2026 est la 124e édition du Championnat d'Irlande du Nord de football. Le Linfield Football Club est le champion en titre, après avoir remporté son 57e championnat la saison précédente.
Le Bangor Football Club est le seul club promu puisque les Carrick Rangers ont sauvé leur place dans l'élite en remportant les barrages d'accession/relégation.

## Les 12 clubs participants
| \| Belfast · Cliftonville · Linfield · Crusaders · Glentoran Ballymena United Coleraine FC Dungannon Swifts Glenavon Carrick Rangers Larne FC Portadown Bangor FC \| Localisation des clubs engagés dans le championnat. |
| Belfast · Cliftonville · Linfield · Crusaders · Glentoran Ballymena United Coleraine FC Dungannon Swifts Glenavon Carrick Rangers Larne FC Portadown Bangor FC                                                           |

| Club                           | Classement 2024-2025 | Stade           | Capacité | Ville         |
| ------------------------------ | -------------------- | --------------- | -------- | ------------- |
| Linfield Football Club         | 1er                  | Windsor Park    | 20 500   | Belfast       |
| Larne Football Club            | 2e                   | Inver Park      | 6 000    | Larne         |
| Glentoran Football Club        | 3e                   | The Oval        | 15 250   | Belfast       |
| Dungannon Swifts Football Club | 4e                   | Stangmore Park  | 3 000    | Dungannon     |
| Coleraine Football Club        | 5e                   | The Showgrounds | 6 600    | Coleraine     |
| Crusaders Football Club        | 6e                   | Seaview         | 9 100    | Belfast       |
| Cliftonville Football Club     | 7e                   | Solitude        | 7 200    | Belfast       |
| Portadown Football Club        | 8e                   | Shamrock Park   | 2 770    | Portadown     |
| Ballymena United Football Club | 9e                   | The Showgrounds | 7 500    | Ballymena     |
| Glenavon Football Club         | 10e                  | Mourneview Park | 7 300    | Lurgan        |
| Carrick Rangers Football Club  | 11e                  | Taylor's Avenue | 6 000    | Carrickfergus |
| Bangor Football Club           | 1er (D2)             | Clandeboye Park | 4 000    | Bangor        |

Légende des couleurs
- Premier tour de qualification de la Ligue des champions 2025-2026
- Deuxième tour de qualification de la Ligue Conférence 2025-2026
- Premier tour de qualification de la Ligue Conférence 2025-2026
- Promu de NIFL Championship

Le Bangor Football Club est la seule équipe promue cette saison. Le club du comté de Down à l'est de Belfast a remporté le Championship 2024-205 et a obtenu ainsi une promotion directe dans l'élite nord-irlandaise. C'est une promotion importante pour le club puisque Bangor n'avait plus joué en Premiership depuis 2009.

## Compétition

### Avant saison
L'intersaison est le temps des annonces. Notamment en termes de développement du football en Irlande du Nord.
En mai 2025, l'IFA annonce réfléchir à une transformation de l'organisation du football dans le pays en passant de trois niveau nationaux (Premiership (D1), Championship (D2) et Intermediate (D3)) à cinq (Premiership (D1), Championship (D2), Conference National (D3), Conference 1 (D4) et Conference 2 (D5),.
Plusieurs stades vont être rénovés et agrandits. C'est le cas pour Seaview, le stade des Crusaders et de l'Oval le stade de Glentoran. Le redéveloppement de l'Oval est de grande ampleur puisqu'à terme le stade devrait devenir le deuxième plus grand stade de football d'Irlande du Nord. Ces travaux s'inscrivent dans un plan d'urbanisme plus général pour revivifier les quartiers est de Belfast.
Le Linfield Football Club s'avance comme le grand favori de la compétition lui qui a remporté la précédente édition avec 22 points d'avance sur son dauphin. Son principal concurrent semble être cette année le Coleraine Football Club. En difficulté ces dernières années, l'arrivée d'un nouveau propriétaire a permis de lancer une reconstruction importante de l'effectif. Ruaidhri Higgins auparavant en charge du Derry City FC devient le nouveau manager. Le recrutement est ambitieux avec notamment l'arrivée du buteur Joel Cooper et de plusieurs joueurs en provenance d’Écosse.

### Moments forts de la saison
Le calendrier édité en juin 2025 propose pour la première journée de championnant une rencontre au sommet puisque le champion en titre le Linfield FC est immédiatement opposé au vainqueur de la Coupe, les Dungannon Swifts. C'est déjà la deuxième opposition de la saison entre ces deux clubs puisque la supercoupe a lieu le 4 juillet 2025 juste avant l'entrée en jeu en coupe d'Europe des deux équipes.
La deuxième journée est amputée de deux rencontres, celles disputées par les équipes encore qualifiées en coupe d'Europe, Linfield et Larne. De fait Linfield perd la tête du championnat au profit des Carrick Rangers.

### Classement
Le classement est établi sur le barème de points classique (victoire à 3 points, match nul à 1, défaite à 0).
Source : Classement officiel sur le site de la NIFL.
| \| Rang \| Équipe \| Pts \| J \| G \| N \| P \| Bp \| Bc \| Diff \| \| ---- \| ------------------ \| --- \| - \| - \| - \| - \| -- \| -- \| ---- \| \| 1 \| Glentoran FC \| 9 \| 3 \| 3 \| 0 \| 0 \| 4 \| 0 \| +4 \| \| 2 \| Coleraine FC \| 7 \| 3 \| 2 \| 1 \| 0 \| 3 \| 0 \| +3 \| \| 3 \| Ballymena United \| 6 \| 2 \| 2 \| 0 \| 0 \| 4 \| 0 \| +4 \| \| 4 \| Carrick Rangers \| 6 \| 2 \| 2 \| 0 \| 0 \| 5 \| 3 \| +2 \| \| 5 \| Linfield FC T \| 3 \| 1 \| 1 \| 0 \| 0 \| 3 \| 0 \| +3 \| \| 6 \| Crusaders FC \| 3 \| 2 \| 1 \| 0 \| 1 \| 6 \| 5 \| +1 \| \| \| \| \| \| \| \| \| \| \| \| \| 7 \| Portadown FC \| 3 \| 3 \| 1 \| 0 \| 2 \| 4 \| 4 \| 0 \| \| 8 \| Bangor FC P \| 3 \| 3 \| 1 \| 0 \| 2 \| 4 \| 5 \| -1 \| \| 9 \| Cliftonville FC \| 2 \| 3 \| 0 \| 2 \| 1 \| 2 \| 4 \| -2 \| \| 10 \| Larne FC \| 1 \| 2 \| 0 \| 1 \| 1 \| 1 \| 2 \| -1 \| \| 11 \| Glenavon FC \| 0 \| 3 \| 0 \| 0 \| 3 \| 0 \| 5 \| -5 \| \| 12 \| Dungannon Swifts S \| 0 \| 3 \| 0 \| 0 \| 3 \| 1 \| 9 \| -8 \| | Qualifications européennes Ligue des champions 2026-2027 - 1er : premier tour de qualification Ligue Conférence 2026-2027 - C : deuxième tour de qualification - 2e : premier tour de qualification - 3e au 6e : Barrage pour le premier tour de qualification Relégation en deuxième division - 11e : barrages de relégation - 12e : relégation Abréviations - T : Tenant du titre - P : Promu de deuxième division - C : Vainqueur de la Coupe d'Irlande du Nord 2025-2026 - L : Vainqueur de la Coupe de la Ligue d'Irlande du Nord 2025-2026 - S : Vainqueur de la Supercoupe d'Irlande du Nord 2025 |     |   |   |   |   |    |    |      |
| Rang | Équipe | Pts | J | G | N | P | Bp | Bc | Diff |
| 1 | Glentoran FC | 9   | 3 | 3 | 0 | 0 | 4  | 0  | +4   |
| 2 | Coleraine FC | 7   | 3 | 2 | 1 | 0 | 3  | 0  | +3   |
| 3 | Ballymena United | 6   | 2 | 2 | 0 | 0 | 4  | 0  | +4   |
| 4 | Carrick Rangers | 6   | 2 | 2 | 0 | 0 | 5  | 3  | +2   |
| 5 | Linfield FC T | 3   | 1 | 1 | 0 | 0 | 3  | 0  | +3   |
| 6 | Crusaders FC | 3   | 2 | 1 | 0 | 1 | 6  | 5  | +1   |
| | |     |   |   |   |   |    |    |      |
| 7 | Portadown FC | 3   | 3 | 1 | 0 | 2 | 4  | 4  | 0    |
| 8 | Bangor FC P | 3   | 3 | 1 | 0 | 2 | 4  | 5  | -1   |
| 9 | Cliftonville FC | 2   | 3 | 0 | 2 | 1 | 2  | 4  | -2   |
| 10 | Larne FC | 1   | 2 | 0 | 1 | 1 | 1  | 2  | -1   |
| 11 | Glenavon FC | 0   | 3 | 0 | 0 | 3 | 0  | 5  | -5   |
| 12 | Dungannon Swifts S | 0   | 3 | 0 | 0 | 3 | 1  | 9  | -8   |

### Résultats
| Résultats (▼dom., ►ext.)                                   | BAL | BAN | CAR | CLF | COL | CRU | DUN | GNV | GLN | LAR | LIN | POR |
| Ballymena United                                           |     | .   | .   | .   | .   | .   | .   | .   | .   | .   | rep | .   |
| Bangor FC                                                  | .   |     | .   | 3-1 | .   | 1-3 | .   | .   | .   | .   | .   | .   |
| Carrick Rangers                                            | .   | .   |     | .   | .   | .   | .   | 1-0 | .   | .   | .   | .   |
| Cliftonville FC                                            | .   | .   | .   |     | 0-0 | .   | .   | .   | .   | 1-1 | .   | .   |
| Coleraine FC                                               | .   | .   | .   | .   |     | .   | 2-0 | .   | .   | 1-0 | .   | .   |
| Crusaders FC                                               | .   | .   | 3-4 | .   | .   |     | .   | .   | .   | .   | .   | .   |
| Dungannon Swifts                                           | .   | .   | .   | .   | .   | .   |     | .   | .   | .   | .   | 1-4 |
| Glenavon FC                                                | 0-2 | .   | .   | .   | .   | .   | .   |     | .   | .   | .   | .   |
| Glentoran FC                                               | .   | 1-0 | .   | .   | .   | .   | .   | 2-0 |     | .   | .   | .   |
| Larne FC                                                   | .   | .   | .   | .   | .   | rep | .   | .   | .   |     | .   | .   |
| Linfield FC                                                | .   | .   | .   | .   | .   | .   | 3-0 | .   | .   | .   |     | .   |
| Portadown FC                                               | 0-2 | .   | .   | .   | .   | .   | .   | .   | 0-1 | .   | .   |     |
| - Victoire à domicile - Match nul - Victoire à l'extérieur |     |     |     |     |     |     |     |     |     |     |     |     |

| Résultats (▼dom., ►ext.)                                   | BAL | BAN | CAR | CLF | COL | CRU | DUN | GNV | GLN | LAR | LIN | POR |
| Ballymena United                                           |     | .   | .   | .   | .   | .   | .   | .   | .   | .   | .   | .   |
| Bangor FC                                                  | .   |     | .   | .   | .   | .   | .   | .   | .   | .   | .   | .   |
| Carrick Rangers                                            | .   | .   |     | .   | .   | .   | .   | .   | .   | .   | .   | .   |
| Cliftonville FC                                            | .   | .   | .   |     | .   | .   | .   | .   | .   | .   | .   | .   |
| Coleraine FC                                               | .   | .   | .   | .   |     | .   | .   | .   | .   | .   | .   | .   |
| Crusaders FC                                               | .   | .   | .   | .   | .   |     | .   | .   | .   | .   | .   | .   |
| Dungannon Swifts                                           | .   | .   | .   | .   | .   | .   |     | .   | .   | .   | .   | .   |
| Glenavon FC                                                | .   | .   | .   | .   | .   | .   | .   |     | .   | .   | .   | .   |
| Glentoran FC                                               | .   | .   | .   | .   | .   | .   | .   | .   |     | .   | .   | .   |
| Larne FC                                                   | .   | .   | .   | .   | .   | .   | .   | .   | .   |     | .   | .   |
| Linfield FC                                                | .   | .   | .   | .   | .   | .   | .   | .   | .   | .   |     | .   |
| Portadown FC                                               | .   | .   | .   | .   | .   | .   | .   | .   | .   | .   | .   |     |
| - Victoire à domicile - Match nul - Victoire à l'extérieur |     |     |     |     |     |     |     |     |     |     |     |     |

Troisième partie de la saison
| Résultats (▼dom., ►ext.)                                   | à définir | à définir | à définir | à définir | à définir | à définir |
| à définir                                                  |           | .         | .         | .         | .         | .         |
| à définir                                                  | .         |           | .         | .         | .         | .         |
| à définir                                                  | .         | .         |           | .         | .         | .         |
| à définir                                                  | .         | .         | .         |           | .         | .         |
| à définir                                                  | .         | .         | .         | .         |           | .         |
| à définir                                                  | .         | .         | .         | .         | .         |           |
| - Victoire à domicile - Match nul - Victoire à l'extérieur |           |           |           |           |           |           |

| Résultats (▼dom., ►ext.)                                   | à définir | à définir | à définir | à définir | à définir | à définir |
| à définir                                                  |           | .         | .         | .         | .         | .         |
| à définir                                                  | .         |           | .         | .         | .         | .         |
| à définir                                                  | .         | .         |           | .         | .         | .         |
| à définir                                                  | .         | .         | .         |           | .         | .         |
| à définir                                                  | .         | .         | .         | .         |           | .         |
| à définir                                                  | .         | .         | .         | .         | .         |           |
| - Victoire à domicile - Match nul - Victoire à l'extérieur |           |           |           |           |           |           |

## Statistiques

### Classement des buteurs
| Rang | Nom | Équipe | Buts |
| ---- | --- | ------ | ---- |
| 1    |     |        |      |
| 2    |     |        |      |
| 3    |     |        |      |
| 4    |     |        |      |
| 5    |     |        |      |
| 6    |     |        |      |
| 7    |     |        |      |

- Tous nord-irlandais sauf mention contraire

## Bilan de la saison
| Championnat d'Irlande du Nord de football 2025-2026                       |                  |
| Champion                                                                  |                  |
| Coupes et trophées                                                        |                  |
| Vainqueur de la Coupe d'Irlande du Nord 2025-2026                         | .                |
| Vainqueur de la Coupe de la Ligue d'Irlande du Nord de football 2025-2026 |                  |
| Vainqueur de la Supercoupe d'Irlande du Nord de football 2025             | Dungannon Swifts |
| Qualifications continentales                                              |                  |
| Ligue des champions de l'UEFA 2026-2027                                   |                  |
| Ligue Conférence 2026-2027                                                |                  |
| Promotions et relégations                                                 |                  |
| Promus en NIFL Premiership                                                |                  |
| Relégués en NIFL Championship                                             |                  |